# Ralph Nelson
Ralph Nelson (12 de agosto de 1916 - 21 de dezembro de 1987) foi um diretor, produtor, roteirista e ator de cinema e televisão americano de ascendência norueguesa. Ele serviu na Força Aérea como piloto na Segunda Guerra Mundial. Nelson dirigiu o aclamado episódio A World Of His Own e atuou como gerente de produção para a maior parte do desenvolvimento do show. Ele também dirigiu versões para a televisão e cinema da obra de Serling Requiem for a Heavyweight.
Ele dirigiu o filme de 1968 Charly, pelo qual Cliff Robertson ganhou um Oscar, além de vários filmes de provocação racial nos anos 1960 e no início dos anos 1970, incluindo o vencedor do Oscar Lilies of the Field, ...tick...tick...tick..., The Wilby Conspiracy, e Soldier Blue.
Além disso, ele dirigiu a comédia de Cary Grant Father Goose, Once a Thief, o último filme de Rita Hayworth, The Wrath of God, além de Soldier in the Rain, com Jackie Gleason e Steve McQueen. Outras obras de Nelson incluem vários episódios da série Starsky & Hutch, o clássico do terror dos anos 1970 Embryo e o filme de televisão A Hero Ain't Nothin' But A Sandwich.
Um drama de televisão montando o live show de Requiem for a Heavyweight, chamado The Man in the Funny Suit foi feito em 1960, com Nelson dirigindo e Serling, Keenan Wynn e Ed Wynn aparecendo como eles mesmos.
Ele morreu em Santa Monica, Califórnia, aos 71. Ele foi o pai do inventor Xanadu (precursor e principal inspiração dos protocolos WWW's HTML e HTTP) Ted Nelson (com atriz Celeste Holm), além de Ralph, Peter, e Meredith Nelson.

## Ligações Externas
- Ralph Nelson. no IMDb.
- 1953 Time Magazine